# Paleoparadoxia
Paleoparadoxia ("antigua paradoja") es un género extinto de grandes mamíferos del orden Desmostylia. Eran herbívoros marinos que habitaron la costa norte del Océano Pacífico durante el período Mioceno (hace 10- 20 millones de años). Su distribución fue de los mares del Japón (Tsuyama y Yanagawa) hasta Alaska por el norte, y hacia el sur hasta Baja California (México). Paleoparadoxia medía cerca de 2.2 metros de longitud.
Se cree que Paleoparadoxia se alimentaba principalmente de macroalgas y de praderas marinas. Las mandíbulas y el ángulo de los dientes se asemejan a un cucharón de una retroexcavadora. Su cuerpo abultado estaba bien adaptado para nadar y recolectar su comida bajo el agua, pero no para el buceo profundo o internarse en el mar abierto. Como los pinípedos de la actualidad, Paleoparadoxia probablemente regresaba a las costas para la reproducción y para calentarse al sol. También era muy semejante a Desmostylus.
Tokunaga, 1939 nombró al género Cornwallius pero Reinhart, 1959 lo renombró como Paleoparadoxia.

## Galería

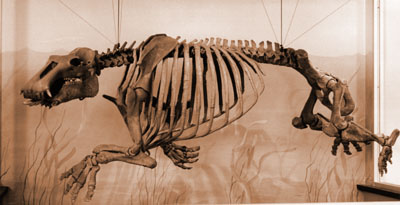
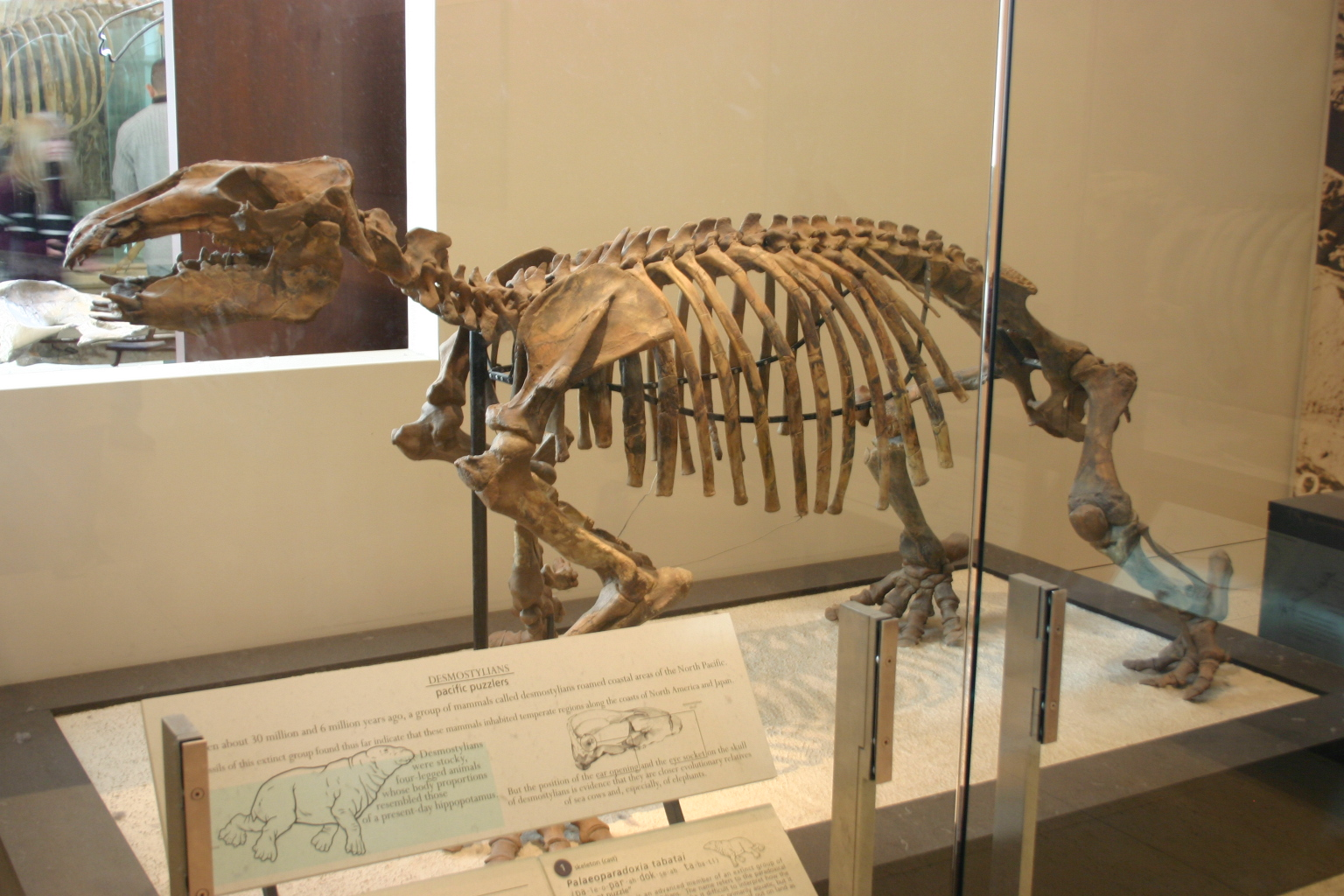

Esqueletos de Paleoparadoxia